# (2202) Pele
(2202) Pele es un asteroide perteneciente a los asteroides Amor descubierto por Arnold R. Klemola el 7 de septiembre de 1972 desde el Observatorio Lick del monte Hamilton, Estados Unidos.

## Designación y nombre
Pele recibió al principio la designación de 1972 RA.
Más adelante, en 1980, se nombró por Pele, una diosa de la mitología hawaiana.

## Características orbitales
Pele orbita a una distancia media de 2,292 ua del Sol, pudiendo acercarse hasta 1,119 ua y alejarse hasta 3,464 ua. Tiene una inclinación orbital de 8,738 grados y una excentricidad de 0,5116. Emplea 1267 días en completar una órbita alrededor del Sol.
Pele es un asteroide cercano a la Tierra.

## Características físicas
La magnitud absoluta de Pele es 17,2.